# 対馬農業協同組合
対馬農業協同組合（つしまのうぎょうきょうどうくみあい）は、長崎県対馬市にある農業協同組合。通称JA対馬。統一金融機関コードは8906。

## 概要
- 本店 所在地 - 長崎県対馬市厳原町中村606-19 （ATM設置）
- 組合員数 - 正規1,989・准1,438（2010年（平成22年）3月時点）
- 職員数 - 83（臨時・パート等含む）・理事10（内常勤3）・監事4（2010年（平成22年）3月時点）
- 店舗数 - 支店4カ所、事業所3カ所、経済センター1、直売所2

## 事業区域
- 長崎県対馬市

## 事業概要
- 信用事業-組合員・貯金者の財産管理（JAバンク）、営農・生活資金の借り入れ。
- 共済事業-万一の場合の人・家・車の補償。（JA共済）
- 購買事業-生活日用品から営農資材、燃料などの供給を通じ組合員の生活と営農の支援。
- 利用事業-各集荷場や各種事業の事務局を運営し、組合員の営農環境の合理化。
- 販売事業-販路拡大や流通の円滑化

## 沿革
- 1948年（昭和23年）- 前年に公布された農業協同組合法により、対馬島内各地に農協が発足[1]。
- 1962年（昭和37年）- 久根農協が佐須農協に合併[1]。
- 1965年（昭和40年）- 久田農協と豆酘農協が合併し、厳原農協となる[1]。
- 1968年（昭和43年）- 佐須農協が厳原農協に合併[1]。
- 1972年（昭和47年）4月 - 当時対馬（上県郡・下県郡）にあった7農協[2]が合併し、「対馬農業協同組合」が発足。
- 1975年（昭和50年）5月 - 対馬椎茸農協を吸収合併。
- 2020年（令和2年）7月10日 - 通常総代会において、4支店3事業所体制を3支店1事業所に再編（1支店2事業所を閉鎖）する方針を決定。
- 2021年（令和3年）2月26日 - 1支店（美津島支店）と2事業所（佐須事業所・上県事業所）を廃止[3]。
  - 旧美津島支店が所管していた地域のうち、南部の雞知（けち）地区は厳原支店に、北部の船越地区は中対馬支店に移管された。

## 支店・施設

### 支店
3支店（2021年（令和3年）3月1日時点）
- 厳原支店（厳原町中村606-19、本店と同じ。北緯34度12分27.6秒 東経129度17分25.6秒）
- 中対馬支店（豊玉町仁位1555-2、北緯34度23分39.9秒 東経129度19分5.2秒）
- 上対馬支店 （上対馬町比田勝829、北緯34度39分15.6秒 東経129度27分48.3秒）

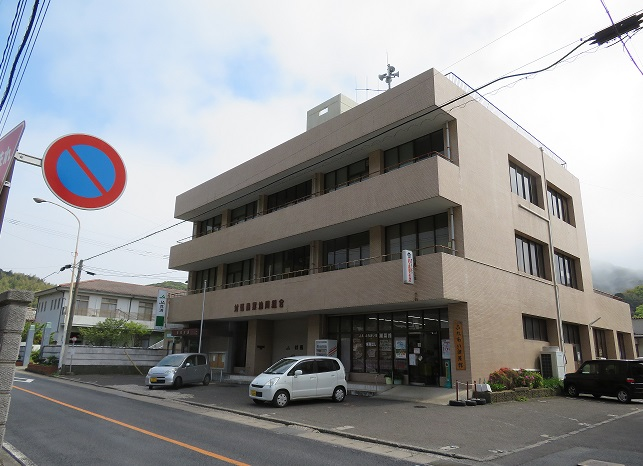
厳原支店
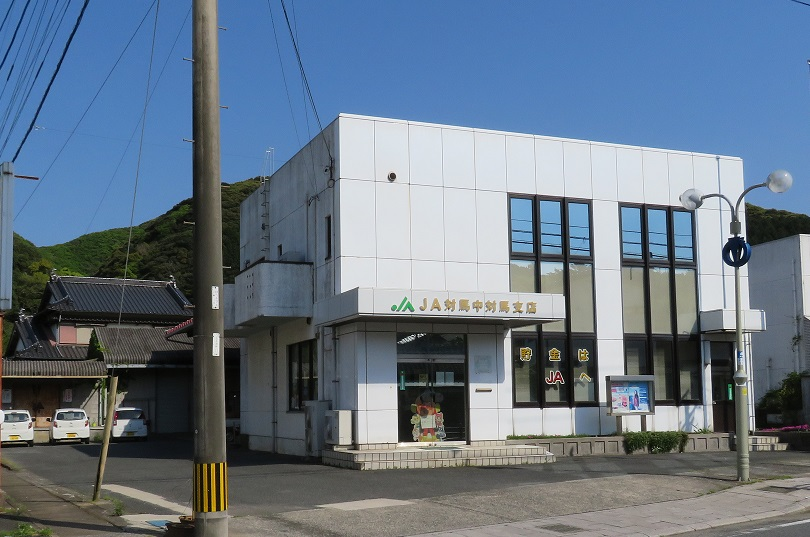
中対馬支店
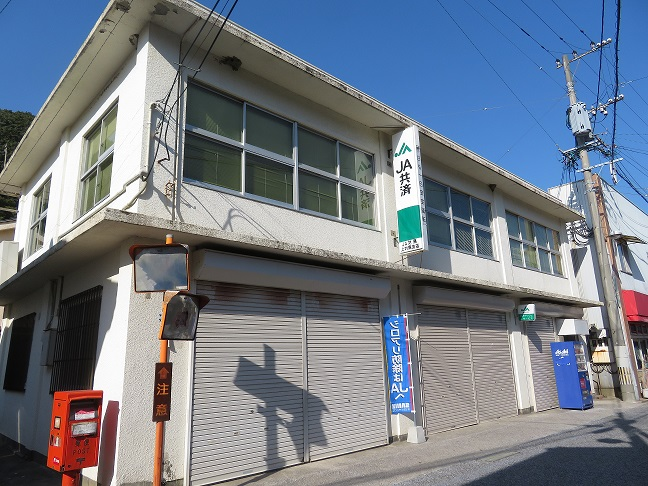
上対馬支店

### 事業所
1事業所（2021年（令和3年）3月1日時点）
- 峰事業所（峰町三根2-22、北緯34度27分49.5秒 東経129度18分38.9秒）ATM設置。

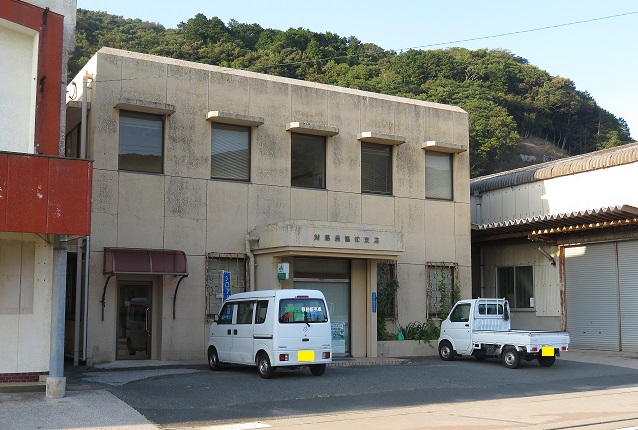
峰事業所

### 経済センター
- 経済センター （美津島町小船越379、北緯34度20分25.2秒 東経129度21分48.1秒）

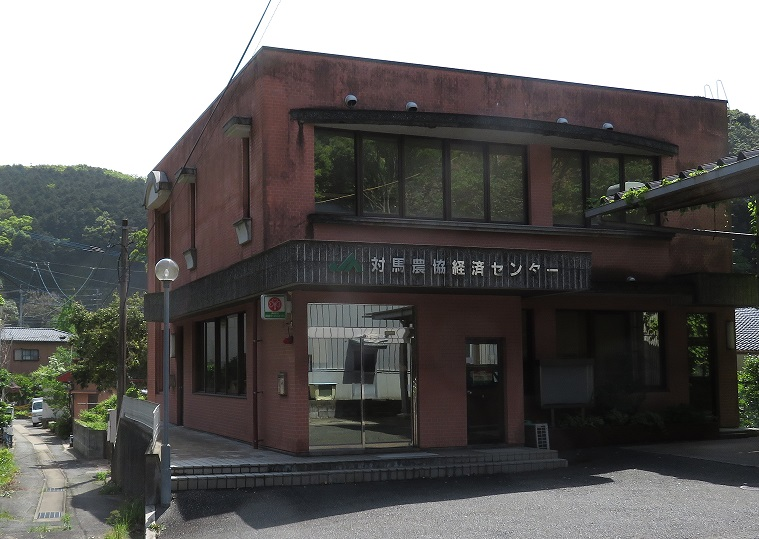
経済センター

### 直売所
- 潮菜館本店 （厳原町中村606-19、本店・厳原支店と同じ）

### かつて存在していた支店・事業所・直売所
- 美津島支店（美津島町鶏知乙386-1、北緯34度16分30.7秒 東経129度19分15.7秒）
- 潮菜館みつしま店 （美津島町鶏知乙386-1、美津島支店と同じ）
- 佐須事業所（厳原町小茂田712-2、北緯34度13分55.2秒 東経129度11分34秒）ATM設置。
- 上県事業所（上県町佐須奈乙931、北緯34度38分22.4秒 東経129度23分52.4秒）ATM設置。

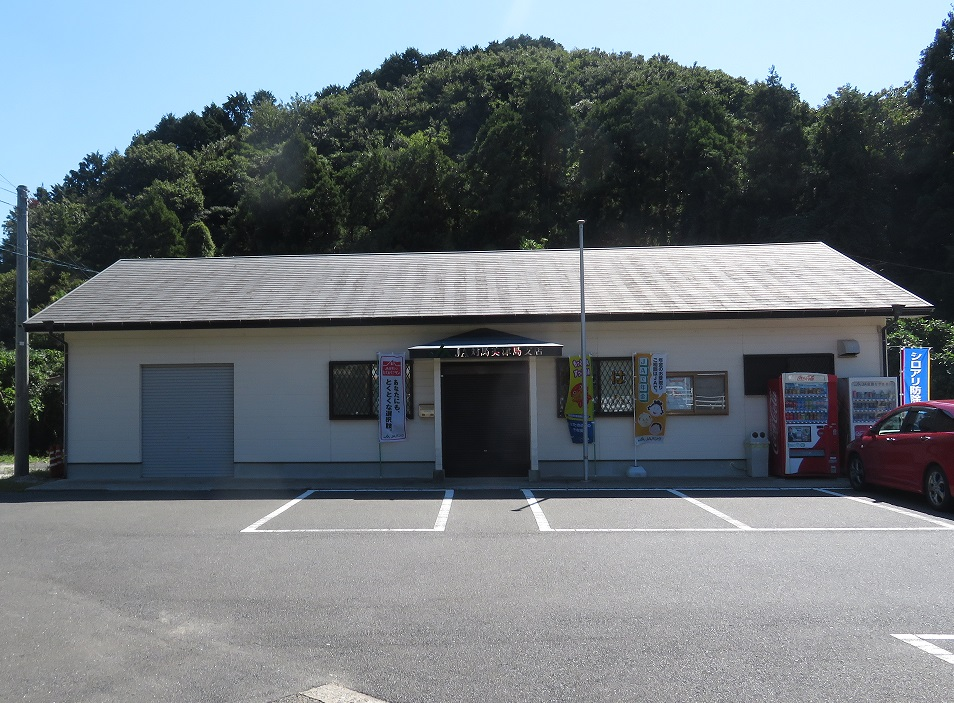
美津島支店
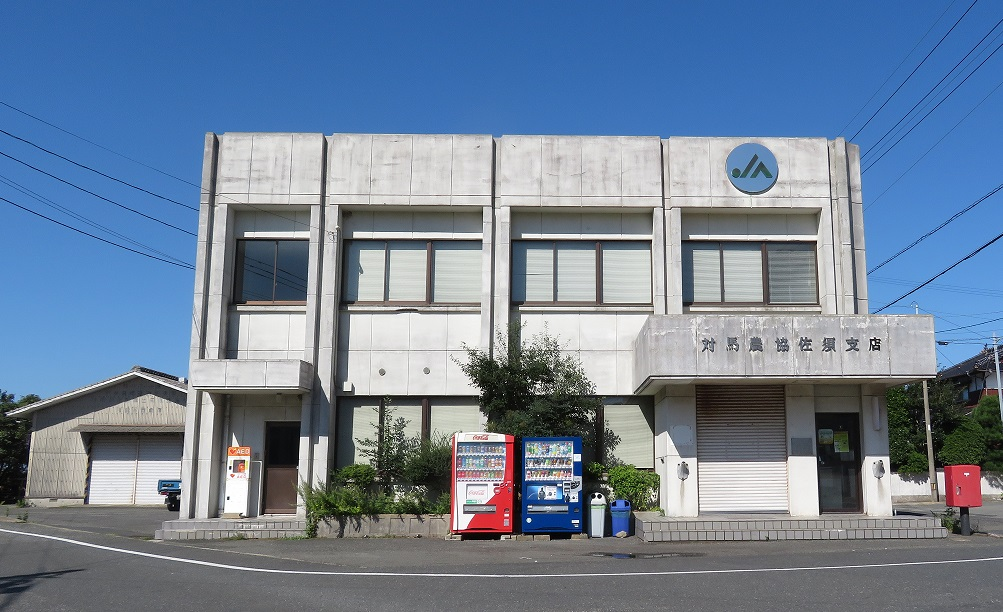
佐須事業所
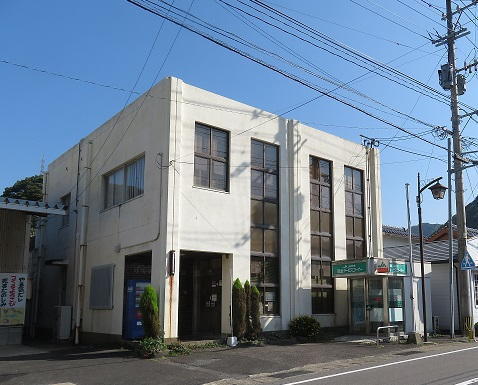
上県事業所

## 主な産物
- シイタケ
- ソバ
- はちみつ